# Pro Evolution Soccer 2015
Pro Evolution Soccer 2015 (ili PES 2015) je sportska videoigra koju je razvio i objavio japanski proizvođač Konami za platforme Microsoft Windows, Playstation 3, Playstation 4, Xbox 360 i Xbox One. Četrnaesto je izdanje iz serije Pro Evolution Soccer. Po prvi put u igri je korišten slogan "The Pitch is Ours".

## Objava
Demo verzija igre je postala dostupna od 17. rujna 2014. Na omotu igre nalazi se Mario Götze iz Bayern Münchena, osim japanske verzije na čijem je omotu Keisuke Honda iz AC Milana.

## Licence
Pro Evolution Soccer 2015 sadrži veći broj licenciranih liga od svojeg prethodnika. Igra prvi put predstavlja timove drugog ranga, s francuskom Ligue 2, kao i španjolskom Liga Adelante. Oni nadopunjuju licenciranu nizozemsku Eredivisie, francusku Ligue 1, španjolsku La Ligu te još nelicenciranih liga. Glavna UEFA-ina natjecanja Liga prvaka, Europska liga i Superkup i dalje imaju mogućnosti igranja. 